# 美国反恐局

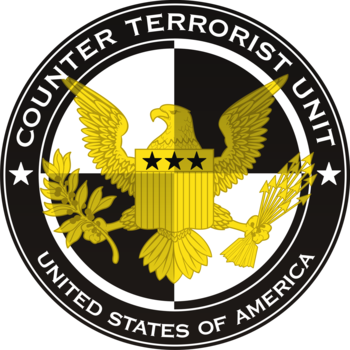
反恐局徽章

美国反恐局（Counter Terrorist Unit，CTU）是美国电视连续剧《24》中一个虛構美國聯邦政府情報機構。随着剧情的发展，对其“反恐”的理解有两重，一指反“恐怖主义”，一指反“恐怖分子”，根据CTU徽章上的全称，应为后者。

## 定義
反恐局（简称CTU）——中央情报局的精英机构。分布于美国各主要城市，是与境内恐怖分子作斗争的指挥部。职责在于监视美国境内的美国或他国恐怖分子行动，防范恐怖袭击。CTU的部门分工为调查员、研究员、特工、战术对策组（应对大型恐怖袭击）以及统管特派员。CTU的一个特别使命，是协调联邦调查局（FBI）、美国司法部、财政部特勤处以及当地政府的行动。作为美国中情局的分支机构，CTU的运转受美国国会和联邦政府的双重监督。
在2001年的九一一事件后，美国中情局成立了一个防范恐怖分子袭击的部门——反恐局，总部设在华盛顿特区，在美国主要城市设有分處。该部门在成立初始遭到了其他执法机构的反对以及不信任，然而，在成立几年以后，该部门已成为反恐行动的主导力量。反恐战争打响后，CTU的一些早期任务得以解密，本文所要讲述的就是其中之一。

## 與其他政府机关的關係

### 中央情报局
在剧集的第一季中，该局在中央情报局指挥下运行，然而，根据美国现行法律，中央情报局是不能在美国本土展开行动的（尽管中情局局长波特·戈斯有意争取这一权力）。在剧集的第四季，CTU听命于美国国防部长，这引致一些观众对CTU被国防部（DOD）收编的猜测，但更普遍的解释是，因为国防部长是内阁高官，并在本季中曾被恐怖分子绑架，因此他在CTU顺理成章的成了指挥官。另一种解释引证在该剧的好几集中，主角都对国防部的命令颇有微词，甚至在剧中连前洛杉矶反恐局局长艾琳·德里斯科尔也宣称她不会听命于国防部长，因为反恐局不是“国防部的财产”
尽管对CTU是否附属于中情局，影迷中存在争议，同时现实法律规定中情局不得在美国境内开展军事行动。然而，在公开出版的小说中，这一点是被确认的。这是否符合作者及制片人的原意仍不得而知。有可能在《24》的故事背景里，法律以及相关规章允许中情局在美国本土开展军事行动。

### 国土安全部
CTU在第五季中曾遭受一次“大血洗”，四成工作人员牺牲。在总统查尔斯·洛根的授权下，副总统浩尔·加德纳（Hal Gardner）直接下令国土安全部兼并CTU。目前CTU属国土安全部管辖。

## 解散
CTU在第六季之后，因为使用酷刑的问题，被国会解散；CTU的工作人员也被遣散，其中更有部分前CTU人员因为酷刑和违反人权的问题被以布莱恩·梅耶参议员主导的参议院特别委员会起诉。杰克·鲍尔就是当中的重要调查对象，他被控端罪名很可能使他下半生都要在监狱度过。
虽然CTU不复存在，但是它的成员依然在反恐领域上发挥着重要的作用。在第七季中，由于桑格拉恐怖分子勾结了很多政府高层，比尔·布坎南、东尼·艾美达和克洛依·欧布莱恩得知后觉得不能信任政府部门，因而决定私自行动，秘密揭露政府中的腐败和对付恐怖袭击。他们还使杰克·鲍尔也加入了这个小组。之后这个小组直接听命于艾莉森·泰勒总统。

## 重組
而艾莉森·泰勒总统在第八季下令重組CTU讓其可以重新登場。而新CTU將順應劇情由洛杉磯遷移到紐約。

## 洛杉矶反恐局历任局長
正式主管
| #  | 主管                              | 年份      | 备注 |
| -- | --------------------------------- | --------- | --- |
| 1. | 杰克·鲍尔（Jack Bauer）           | 2000—2002 | 在第一季中被暂时接替，并且由于妻子泰瑞·鲍尔在CTU的死最终辞职。后来成为外勤组長，但在第四季之前被局長艾琳·德里斯科尔解雇。随后成为国防部长高级顾问。                   |
| 2. | 乔治·梅森（George Mason）         | 2002—2003 | 第二季中受到核辐射感染。随后只身架机携将爆炸的核弹前往沙漠，英雄式地壮烈牺牲。                                                                                        |
| 3. | 东尼·艾美达（Tony Almeida）       | 2003—2006 | 接替自乔治·梅森。 在主管之位长达三年。第三季中被恐怖分子威胁要杀掉他妻子米歇尔·戴斯勒而被迫帮助恐怖分子。因这件事而坐牢一年。第四季中短暂再次接任主管，第五季中被杀。 |
| 4. | 艾琳·德里斯科尔（Erin Driscoll）  | 2006—2008 | 正式接替东尼·艾美达。 在其女儿自杀后辞职。 |
| 5. | 米歇尔·戴斯勒（Michelle Dessler） | 2008      | 接替艾琳·德里斯科尔。在第四季后期被比尔·布坎南接替。在第五季开始十多分钟就被杀。                                                                                      |
| 6. | 比尔·布坎南 （Bill Buchanan）     | 2008—2011 | 第四季开始接替辞职的米歇尔·戴斯勒出任主管，中途多次被人扳倒后又复职，在第六季被妻子（国家安全顾问）凯伦·海耶斯被迫亲自解雇。                                          |
| 7. | 娜蒂雅·亚西尔（Nadia Yassir）     | 2011—？   | 第六季出任至反恐局解散 |
| 8. | 布萊恩·海斯丁（Brian Hastings）   | ？—？     | 在第八季反恐局重組後出任 |

临时局長
| #  | 主管                          | 季         | 备注 |
| -- | ----------------------------- | ---------- | --- |
| 0. | 凯利·夏顿（Kelly Sharpton）   | 第一季之前 | 在“夜幕行动”惨败后暂时接替杰克·鲍尔。                                                                                         |
| 1. | 艾蓓特·格林（Alberta Green）  | 第一季     | 第一季杰克·鲍尔被怀疑叛变时接任。当天又被乔治·梅森接替。最后被调往华盛顿。                                                    |
| 2. | 杰克·鲍尔（Jack Bauer）       | 第三季     | 短暂接替东尼·艾美达直到布拉德·韩蒙德到来。                                                                                    |
| 3. | 布拉德·韩蒙德（Brad Hammond） | 第三季     | 接替东尼·艾美达。 |
| 4. | 东尼·艾美达（Tony Almeida）   | 第四季     | 尽管不在CTU工作，东尼·艾美达短暂地接替艾琳·德里斯科尔，但不够一个小时就被其前妻米歇尔·戴斯勒接替。                            |
| 5. | 林恩·麦吉尔（Lynn McGill）    | 第五季     | 被白宫派去监督CTU，后由于其工作严重失误被柯蒂斯·曼宁经“第112条款”免职隔离。在CTU神经毒气袭击中殉职，拯救了幸存的CTU工作人员。 |
| 6. | 凯伦·海耶斯（Karen Hayes）    | 第五季     | 国土安全部一名领导。在毒气袭击CTU后将比尔·布坎南解职并全面接管CTU。第五季后期被调往华盛顿。                                   |
| 7. | （Chloe O'Brian）             | 第八季     | 接替布萊恩·海斯丁（Brian Hastings）因核彈事件失職而停職的空位。                                                               |

## 洛杉矶反恐局外勤组历任組長
| #  | 外勤组組長                                 | 季         | 备注 |
| -- | ------------------------------------------ | ---------- | --- |
| 0. | 克里斯多夫·韩德森（Christopher Henderson） | 第一季之前 | 因贪污罪指控而被解雇。                                                                                     |
| 1. | 杰克·鲍尔（Jack Bauer）                    | 第三季     | 第四季之前因毒瘾而被艾琳·德里斯科尔解雇 随后成为国防部长高级顾问。                                         |
| 2. | 朗尼·罗贝尔（Ronnie Lobell）               | 第四季     | 在一次与杰克·鲍尔的外勤行动中被恐怖分子射杀。                                                              |
| 3. | 杰克·鲍尔（Jack Bauer）                    | 第四季     | 临时指挥。                                                                                                 |
| 4. | 柯蒂斯·曼宁（Curtis Manning）              | 第五至六季 | 因为试图枪杀Hamri Al-Assad(因为他在一次行动中，他的小队遭到其部下的袭击而全军覆没），被杰克·鲍尔亲自杀死。 |
| 5. | 杰克·鲍尔（Jack Bauer）                    | 第六季     | 伟恩·帕默总统亲自委任为临时指挥。                                                                          |
| 6. | 迈克·道尔（Mike Doyle）                    | 第六季     | 正式接替柯蒂斯·曼宁，在一次行动中双眼严重受伤。                                                            |
| 7. | （Cole Ortiz）                             | 第八季     | 反恐局重組後的指挥 。                                                                                      |

## 反恐局任务
每一个“24小时”，CTU都肩负着沉重且神圣的使命：
| 季度   | 任务                                                                           |
| ------ | ------------------------------------------------------------------------------ |
| 第一季 | 保护大卫·帕默参议员                                                            |
| 第二季 | 阻止核弹袭击洛杉矶 阻止中东战争的爆发                                          |
| 游戏   | 保护吉姆·普雷斯科特副总统                                                      |
| 第三季 | 阻止康迪拉病毒生化袭击                                                         |
| 第四季 | 停止哈比·马旺的连环大型恐怖袭击                                                |
| 第五季 | 阻止神经毒气袭击 推翻查尔斯·洛根总统                                           |
| 第六季 | 阻止5枚手提箱核弹的袭击 阻止核弹上的俄国国防密码落入中国人手中从而防止美俄战争 |
| 第八季 | 保護和平條約面談及簽約時的安保措施                                             |

## 反恐局内奸
电视剧《24》的一条十分重要的线索就是CTU中不断出现的内奸，以下的为CTU的内奸探员（有的不一定是真正的内奸，但是电视镜头刻意让人以为是内奸）。
洁米·法洛（Jamey Farrell）
第一季开始时为CTU前行政主管理查德·华尔斯所信任。但她后来被发现受雇与恐怖分子艾拉·盖恩去监视杰克·鲍尔和CTU在调查刺杀大卫·帕默参议员上的进展。她随后被妮娜·梅尔谋杀。
妮娜·梅尔（Nina Myers）
在第一季，她受雇于Drazen家族去监视艾拉·盖恩在CTU的内鬼洁米·法洛。洁米·法洛被揭穿后，她把洁米割脉，造成自杀的假象。第一季末尾被揭穿并被捕。第二季中她被特赦，第三季中她被杰克·鲍尔杀死。
盖尔·奥特加（Gael Ortega）
假内奸。在第三季开始时，他看上去为墨西哥大毒枭赫克特·沙拉萨工作。导致许多观众以为他是个内奸，直到他被发现原来一直都是双面间谍，并且和东尼·艾美达、杰克·鲍尔一起试图制止康德拉病毒（Cordelia Virus）被出售给沙拉萨兄弟。他后来在钱德勒酒店中壮烈牺牲。
玛利安·泰勒（Marianne Taylor）
在第四季中，她直接帮助恐怖袭击的一名資助者亨利·鲍威尔监视杰克·鲍尔和CTU的一举一动。为了避免泄漏身份，她还对同事莎拉·加文插桩嫁祸。她最终还是暴露了间谍身份，并被恐怖分子杀死。
斯宾塞·胡夫（Spenser Wolff）
第五季一开始，他一出场就在克洛依·欧布莱恩的床上。他受雇于白宫幕僚长沃特·康敏思，以监视杰克·鲍尔，还允许一名杀手进入CTU以“修理”杰克。但是后来发现他只是被人利用，以为自己在为白宫工作，无意作恶。
麦尔斯·帕帕辛（Miles Papazian）
原国土安全部高级职员，凯伦·海耶斯的手下，随海耶斯进驻CTU。由于不满自己受到领导排挤和其政治野心，她在杰克·鲍尔取得了对查尔斯·洛根总统的致命阴谋证据后，主动配合总统毁灭证据。
黛娜·沃什（Dana Walsh)
第8季CTU重组后的技术主管，同时也是的未婚妻。在CTU遭受EMP炸弹袭击谋杀了一名对她有危险的假释官。第8季中期，被发现她为俄国情报部门工作，在第8季第20集，打昏Cole Ortiz，击伤多名行人，在一间房屋里被杰克·鲍尔所杀。

## 反恐局廳舍
CTU廳舍拥有一个室外停车场，多功能审讯室（分为许多小间，拥有各种最先进的审问手段），一间装备精良的手术室。设有最高级别的安全系统（包括键盘锁和应急按钮等）。
CTU的基本组织架构为：地方办事处（如洛杉矶反恐办、三藩市反恐办以及纽约反恐办等等），在此之上是辖区指挥，对辖区内的地方办事处进行管理，再上一级是大区指挥，对大区（如州）的反恐局门负责。
CTU拥有拘留权，同时对拘留及审问嫌犯的方法有很大的灵活度。

## 反恐局遇袭事件
CTU为人所知的大规模遇袭总共有五次:
1. 第二季：CTU大爆炸造成至少30人殉职；
2. 游戏：EMP炸弹袭击；
3. 第三季：妮娜·梅尔电脑病毒袭击，几乎控制了CTU整个电脑系统；
4. 第五季：神经毒气袭击造成包括艾格·斯蒂尔斯探員在内共56人殉职，约占全员的40%；
5. 第六季：程志背后指挥的部队突袭并占领CTU，打死了米罗·普莱斯曼探員。
6. 第八季：EMP炸弹袭击，1名保安牺牲，多名外勤探员受伤，所有电子设施失效。

## 其他
除《24》以外，2004年上映的电影《惩罚者》中，剧中主角也是CTU前探员。
在《白宫风云》第四季，也有提及CTU。
在日本版翻拍作《24 JAPAN》中，日本版對應機構——內閣府反恐對策局（テロ対策ユニット）亦簡稱CTU。